# حبق خلنجاني
حبق خلنجاني (الاسم العلمي:Ocimum ericoides) هو نوع من النباتات يتبع جنس الحبق من الفصيلة الشفوية.
سمي هذا النوع نسبةً إلى نبات الخلنج.